# Краевские
Краевские (пол. Krajewski) — древний польский и русский дворянский род герба Ясенчик, восходящий к началу XVI века.
При подаче документов (1686) для внесения рода в Бархатную книгу, была предоставлена родословная роспись Краевских и к ней приложена челобитная Краевских о принятии их родословной росписи и объединении её с родословной росписью Лихачёвых, о выписке в Посольском приказе из латинских летописных книг и других документов о Краевских и приобщении выписок к родословной росписи.
Род внесён в I, VI и II части родословных книг Волынской, Минской, Могилёвской, Подольской, Смоленской и Калужской губерний Российской империи (Гербовник, VII, 108).

## Происхождение и история рода
Род Краевских выехали из Польши, название получили по их поместью (маетности). Однородцами Краевских являются: Барчиковские, Зборские, Карчевские, Лихачёвы, Михайловские, Мняковские, Препацкие, Яблонские, Яновские.
Одна ветвь Краевских (1654), при взятии Смоленска, поступила в русское подданство. Назарий Краевский генерал-поручик смоленской шляхты (1686).
Позже, один из представителей этого рода, лесник Краевский Иосиф Васильевич, стал меценатом, который поддерживал и отправлял на обучение в лесную академию молодых людей из бедных семей.
Из польской ветви происходил Краевский, Рафал (1834—1864) — польский архитектор и революционер, министр Народного Жонда национально-освободительного восстания (1863—1864).

## Описание герба
В щите, имеющем голубое поле перпендикулярно изображён золотой ключ.
Щит увенчан дворянскими шлемом и короною со страусовыми перьями. Намёт на щит голубой, подложенный золотом. Герб рода Краевских внесён в Часть 7 Общего гербовника дворянских родов Всероссийской империи, стр. 108.

## Известные представители
- Краевский Лазарь Михайлович — московский дворянин (1656—1677).
- Краевский Андрей Семёнович — стряпчий (1692)[9].
- Краевский, Вильгельм (1860—1905) — предприниматель, основатель стеклозавода в Борисове (конец XIX века).
- Краевский, Владислав Францевич (1841—1901) — российский доктор медицины, педагог и популяризатор спорта.